# Trachyaster
Trachyaster is een geslacht van uitgestorven zee-egels uit de familie Palaeostomatidae.

## Soorten
- Trachyaster aichinoi Checchia-Rispoli, 1927 †
- Trachyaster hlinnensis Seneš, 1955 †
- Trachyaster minutus Sánchez Roig, 1949 †
- Trachyaster simpaticus Sánchez Roig, 1949 †